# هاجر حرب
هاجر حرب (1985-2025) هي صحفية فلسطينية وعضو لإقليم حركة فتح في بريطانيا، من مواليد قطاع غزة. حصلت على بكالوريوس الصحافة والإعلام من الجامعة الإسلامية، ودرجة الماجستير في العلوم السياسية من جامعة الأزهر. برزت بشكل كبير في الصحافة الفلسطينية حيث جمعت بين الصحافة والتحليل السياسي.

## مسيرتها المهنية
بدأت هاجر العمل في في الصحافة عام 2008، مع بداية تصاعد الأحداث في غزة، وبرزت في التغطيات الميدانية للقطاع خلال الحروب الثلاثة الي شنها الاحتلال الإسرائيلي على قطاع غزة، عُرفت بإنسانيتها وإخلاصها في نقل الأحداث من القطاع للعالم، وعملت كمراسلة مستقلة لعدة وسائل إعلام دولية كبرى كان من بينها صحيفة واشنطن بوست، وشبكة دويتشه فيله الألمانية، وصحيفة ذا نيو هيومانيتيريان، إلى جانب عملها مع شبكة تلفزيون العربي، وقد تنقلت بين غزة ولندن خلال سنوات عملها. برزت أيضًا بتخصصها في الصحافة الاستقصائية، حيث قامت بتقديم تحقيقات نوعية ركزت فيها على قضايا مهمة داخل المجتمع الفلسطيني، ما أكسبها مصداقية واحترام واسع.
تعرضت هاجر خلال فترة هكلها لتهديدات ومضايقات، حيث رُفعت عليها قضية فساد من قبل السلطات في قطاع غزة، وتم حكمها بالسجن الغيابي لمدة ست أشهربعد أن كانت تتلقى العلاج خارج القطاع، وذلك لقيامها بعمل تقرير استقصائي حول الفساد في تقديم التحويلات الطبية في قطاع غزة، كشفت فيه أن بعض المرضى يتم حرمانهن من العلاج على إثر وجود الواسطات والرشاوي، وتم إسقاط الحكم عنها بعد بيان البراءة بدعم من مؤسسات إعلامية وحقوقية عالمية، وبعد أن تقدمت حرب بطلب استئناف بتاريخ 17 سمبتمبر 2017 لإعادة النظر في القضية استناداً للفصل الخامس من قانون أصول المحاكمات المدنية والتجارية رقم (2) لسنة 2001، وقررت المحكمة بتاريخ 13 مايو 2018 إلغاء الحكم السابق وإعادة محاكمتها إثر عدة جلسات أدت في النهاية إلى قيام محكمة الصلح بتبرئتها.

## الجوائز
حصلت هاجر على جائزة أفضل تحقيق استقصائي فلسطيني لعام 2019.

## وفاتها
أصيبت هاجر بمرض السرطان منذ عدة سنوات وخضعت للعلاج في فلسطين وخارجها. توفيت يوم الاثنين الموافق 26 مايو 2025، في لندن، بعد صراع مع مرض السرطان، عن عمر ناهز 40 عامًا قضتها في خدمة المشهد الإعلامي الفلسطيني، وقد قامت مؤسسات عالمية ومحلية بنعيها.